# كاري هافيستو
كاري هافيستو (بالفنلندية: Kari Haavisto)‏ (مواليد 26 أبريل 1941) هو سبّاح فنلندي، مثّل بلاده في الألعاب الأولمبية الصيفية 1960.

## روابط خارجية
كاري هافيستو على موقع الاتحاد الدولي للسباحة (الإنجليزية)
- كاري هافيستو على موقع أوليمبيديا (الإنجليزية)